# Gelencsér Attila
Gelencsér Attila (Kaposvár, 1968. január 14. – ) magyar tanító, német nyelv és irodalom tanár, testnevelő tanár, közoktatási vezető, okleveles közgazdász, politikus; 2010. május 14. óta a Fidesz – Magyar Polgári Szövetség országgyűlési képviselője.

## Családja
Két lánya és egy fiúgyermeke, továbbá egy lányunokája van. Családjával Kaposváron él.

## Életrajz
A kaposvári Táncsics Mihály Gimnáziumban érettségizett.
1989-ben szerzett tanítói diplomát a kaposvári Csokonai Vitéz Mihály Tanítóképző Főiskolán. 1994-ben a Janus Pannonius Tudományegyetemen testnevelő tanár diplomát szerzett. 1999-ben a szombathelyi Berzsenyi Dániel Tanítóképző Főiskolán német nyelv és irodalom tanár diplomát szerzett. 2007-ben a Budapesti Műszaki és Gazdaságtudományi Egyetem Gazdaság- és Társadalomtudományi Karán közoktatási vezető diplomát szerzett. 2013-ban a Pécsi Tudományegyetem Közgazdaságtudományi Karán okleveles közgazdász végzettséget szerzett regionális és környezeti gazdaságtan mesterképzési szakon.
1994 és 1998 között a somogyvári helyi önkormányzat tagja. 1998 és 2006 között a Somogy Megyei Önkormányzat megyei közgyűlésének tagja. 2006 és 2014 között a Somogy Megyei Önkormányzat megyei közgyűlésének elnöke.
2010. május 14. óta a Fidesz – Magyar Polgári Szövetség országgyűlési képviselője. A Somogy vármegyei 1. számú országgyűlési egyéni választókerület képviselője.
2010. május 14. és 2014. május 5. között az Önkormányzati és területfejlesztési bizottság tagja. 2014. május 6. és 2014. június 2. között a Vállalkozásfejlesztési bizottság alelnöke. 2014. június 2. óta a Vállalkozásfejlesztési bizottság  tagja.
2016-ban megalapította a Kaposvári Vállalkozók Klubját, amelynek célja, hogy negyedévente találkozzanak a helyi cégvezetők, és megbeszéléseket tartsanak, megosszák egymással a gazdasággal kapcsolatos elképzeléseiket, információikat, javuljon köztük a kapcsolattartás.